# Джакартская фондовая биржа
Фондовая биржа Джакарты (Jakarta Stock Exchange, JSX) — Открыта в 1912 году голландским колониальным правительством. На протяжении первой мировой войны и период японской оккупации (1942—1945), а также в начальный период независимости биржа несколько раз открывалась и закрывалась. Окончательно возобновила работу только в 1977 году. В 1992 году была приватизирована.
С 1995 года биржа перешла на электронную систему торгов.
- Объем торгов: $41,634 млрд (2005 год)
- Листинг: 336 компаний (2005 год)
- Капитализация: $81,428 млрд (2005 год)
- Прибыль: $4,2 млн (2004 год)

Основной индекс — JSX Composite — отражает состояние акций всех компаний на бирже.
Биржа входила в Федерацию фондовых бирж Азии и Океании.

## Слияние
В результате слияния Джакартской фондовой биржи и Сурабайской фондовой биржи была образована Индонезийская фондовая биржа.